# Skytte vid olympiska sommarspelen 1936
De olympiska tävlingarna i skytte 1936 avgjordes mellan den 6 och 7 augusti på en skyttebana i Wannsee, cirka 2 timmars bilresa från OS-byn i Berlin. 141 deltagare från 29 länder tävlade i tre grenar.

## Medaljörer
| Gren                                 | Guld                        | Silver                 | Brons                             |
| Snabbpistol Detaljer...              | Cornelius van Oyen Tyskland | Heinrich Hax Tyskland  | Torsten Ullman Sverige            |
| Fripistol Detaljer...                | Torsten Ullman Sverige      | Erich Krempel Tyskland | Charles des Jammonières Frankrike |
| 50 meter gevär, liggande Detaljer... | Willy Røgeberg Norge        | Ralph Berzsenyi Ungern | Władysław Karaś Polen             |

## Medaljtabell
| Pl.    | Nation    | Guld | Silver | Brons | Totalt |
| ------ | --------- | ---- | ------ | ----- | ------ |
| 1      | Tyskland  | 1    | 2      | 0     | 3      |
| 2      | Sverige   | 1    | 0      | 1     | 2      |
| 3      | Norge     | 1    | 0      | 0     | 1      |
| 4      | Ungern    | 0    | 1      | 0     | 1      |
| 5      | Frankrike | 0    | 0      | 1     | 1      |
| 5      | Polen     | 0    | 0      | 1     | 1      |
| Totalt | Totalt    | 3    | 3      | 3     | 9      |